# San Antonio Acutla
San Antonio Acutla là một đô thị thuộc bang Oaxaca, México. Năm 2005, dân số của đô thị này là 311 người.